# Liściokwiat kwaśny

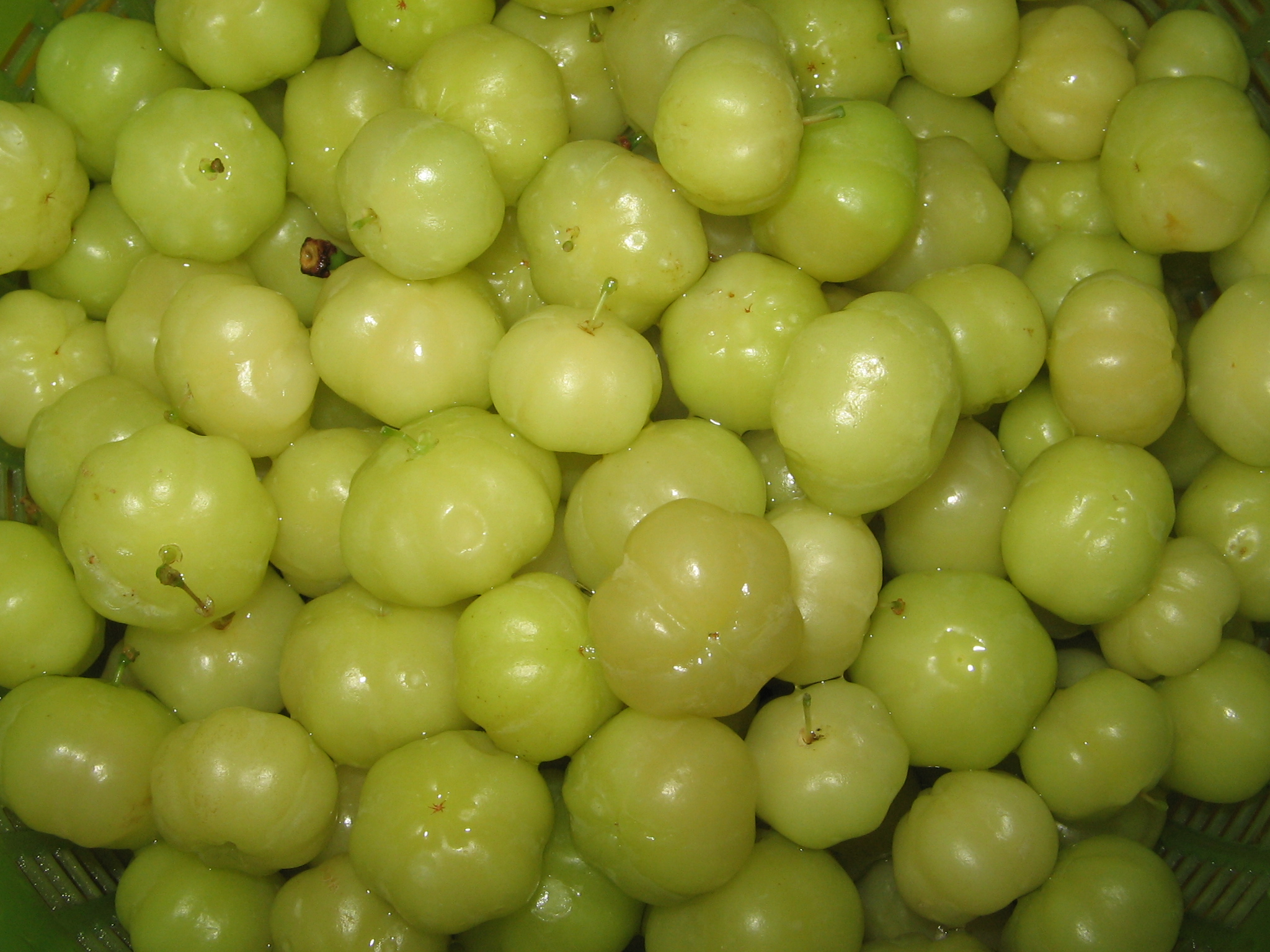
Owoce

Liściokwiat kwaśny (Phyllanthus acidus) – gatunek drzewa z rodziny liściokwiatowatych (Phyllanthaceae). Pochodzenie niepewne. Szeroko naturalizowany w tropikach. Niektóre źródła podają Brazylię jako miejsce pochodzenia, lecz wiadomo, że roślina ta została wprowadzona na Jamajkę przez kapitana statku Bounty Williama Bligh'a podczas jego drugiej podróży w 1792 roku (Howard).

## Morfologia
PokrójDrzewo osiągające około 10 m wysokości.
LiścieLancetowate do jajowatych, do 7 cm długości.
KwiatyJednopłciowe, zebrane na końcach gałązek.
OwoceDo 2,5 cm szerokości, ze żłobkowaniem podobnie jak u dyni, z silnie kwaśnym miąższem.

## Zastosowanie
- Kwaskowate owoce wykorzystywane do przygotowywania napojów i chutneyów.